# Falsche Perlen
Falsche Perlen ist ein kurzes, deutsches Stummfilmlustspiel von 1913.

## Handlung
Im Mittelpunkt dieser klassischen Dreiecksgeschichte stehen ein äußerst sparsamer Ehemann, seine Frau und sein bester Freund, der bald auch der der Frau wird sowie zwei Perlenketten – eine echte und eine falsche: Lissi Klein hätte gern von ihrem Mann eine Perlenkette geschenkt bekommen, aber eine mit echten Perlen natürlich. Ihr Mann, ein notorischer Sparfuchs, kauft ihr aber ein billiges Imitat für ganze drei Mark. Da aber Fritz Weber, der Hausfreund, Lissi so billig nicht beschenkt sehen möchte, hat er eine Idee. Er tut das, was eigentlich der Göttergatte hätte tun sollen: er kauft ihr ein echtes Perlencollier und tauscht dies gegen das falsche aus.
Nun hat sich aber Hausfreund Fritz mit dem Perlenkauf deutlich übernommen und musste das dafür benötigte Geld sogar leihen. Als er es zurückzahlen soll, kann er dies nicht. Währenddessen hat der Gatte den Wert der Kette, von der er glaubt, dass sie die von ihm erstandene sei, schätzen lassen. Der hohe Wert der angeblich falschen Perlen bringt große Unruhe über ihn. Ist dies wirklich seine Kette? Hat seine Gattin womöglich einen Liebhaber? Auch Lissi Klein ist ein wenig in Sorge, als sie den Wert des Geschenks erfährt, doch ihr Mann muss dazu schweigen, müsste er ja sonst zugeben, dass er seine Ehefrau mit einem 3-Mark-Tand abspeisen wollte. 
Fritz Weber greift ein und schlägt zwei Fliegen mit einer Klappe: in einem unbemerkten Augenblick legt er Lissi die falsche 3-Mark-Perlenkette, von der diese glaubt, sie sei wertvoll, um den Hals und nimmt das wertvolle Stück wieder an sich, um damit die deswegen gemachten Schulden bezahlen zu können. Lissi merkt natürlich nichts und meint noch immer, die wertvolle Kette zu tragen. Ihr Mann wiederum läuft mit dem nun wieder falschen Schmuck zum Juwelier und bekommt schwarz auf weiß das zu hören, was er hören will: die Perlen sind falsch, ergo ist die Gattin treu. Damit ist auch er zufrieden. Und Freund Fritz ist wieder schuldenfrei.

## Produktionsnotizen
Falsche Perlen passierte die Filmzensur im Juli 1913 und wurde am 24. Oktober 1913 uraufgeführt. Der Film besaß zwei Akte und war 485 Meter lang.

## Kritik
„Dieses Lustspiel spielen Fräulein Perry, und die Herren Berger [sic!] und Sarnow mit viel Laune und Temperament und schaffen so einige kurzweilige Szenen von Anmut und Pikanterie.“